# 短髭真巨口魚
短髭真巨口魚（学名：Eustomias brevibarbatus）为輻鰭魚綱巨口鱼目巨口鱼科的其中一種。分布於大西洋熱帶及亞熱帶海域，為深海魚類，棲息深度0-2000公尺，本魚體細長，體色為黑色，吻部能延伸，體長可達14.9公分，屬肉食性，以魚類為食。

## 扩展阅读
維基物種上的相關：短髭真巨口魚